# Michal Rozin

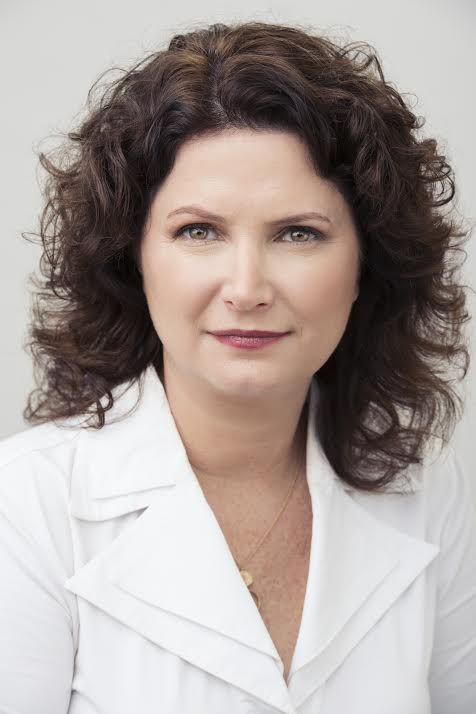
Michal Rozin

Michal Rozin (hebräisch מיכל רוזין‎, * 25. Juni 1969 in Ramat Gan) ist eine israelische Politikerin der Partei Meretz. Rozin ist seit 2013 Abgeordnete in der Knesset und Mitglied der Organisation Women of the Wall.

## Politische Karriere
Rozin wurde 2013 über die Meretz-Liste in die Knesset gewählt. Während ihrer ersten Amtszeit in der Knesset führte sie den Vorsitz im Ausschuss für ausländische Arbeitnehmer und leitete drei Lobbys: die Lobby für Gleichberechtigung in der Beschäftigung, die Lobby für weibliche Knessetmitglieder und die Lobby für Gleichberechtigung und Pluralismus.
Sie ist Mitglied der Women of the Wall und vertritt nach eigenen Angaben eine Weltanschauung, die Religionsfreiheit und Feminismus miteinander verbindet. Am 4. März 2014 wurden sie und Amram Mitzna vom Israel Democracy Institute mit dem Outstanding Parliamentarian Award 2013 ausgezeichnet. Der Preis wurde in Anerkennung ihrer Arbeit zur Förderung der Rechte von Frauen, Kindern und benachteiligten Gruppen verliehen.
Im Januar 2015 führte Rozin vor dem Hauptquartier der Partei Jüdisches Heim Scheinhochzeiten für Homosexuelle durch, um gegen deren Ablehnung der gleichgeschlechtlichen Ehe zu protestieren. Auf der Aguda-Rangliste der Befürworter von LGBT-Rechten in der Knesset belegte sie den dritten Platz, nur hinter den Meretz-Kollegen Nitzan Horowitz und Tamar Zandberg. Bei den Knessetwahlen 2015 wurde sie wiedergewählt, nachdem sie auf der Liste der Partei den vierten Platz belegt hatte, und bei den Wahlen im April 2019 den dritten Platz.